# Benzaldehid
| Benzaldehyde | Benzaldehyde |

|  |  |

A benzaldehid a legegyszerűbb és egyben a legfontosabb aromás aldehid. Képlete C6H5CHO. Az elsőként felfedezett aromás aldehid. Benne az aldehidcsoport közvetlenül a benzolgyűrűhöz kapcsolódik. Színtelen, keserűmandula illatú folyadék. A természetben a keserűmandula-olajban fordul elő amigdalin alakjában. A mandula fontos illatanyaga. Jelenleg a benzaldehidet legnagyobb mennyiségben toluol oxidációjával állítják elő.

## Tulajdonságai

### Fizikai tulajdonságai
Színtelen, kellemes, keserűmandula illatú folyadék. Olvadáspontja −26 °C, forráspontja 178,1 °C. Vízben alig oldódik (oldhatósága vízben 0,3 g / 100 g víz). Szerves oldószerekkel (alkohollal és éterrel) korlátlanul elegyedik.

### Kémiai tulajdonságai
Reakciói a nyílt láncú aldehidekére hasonlítanak, mutatja az alifás aldehidekre jellemző redukciós, oxidációs és kondenzációs reakciókat. Reakciói leginkább az olyan aldehidekére emlékeztetnek, amelyben a formilcsoport tercier szénatomhoz kapcsolódik. Formilcsoportjának redukciójakor benzil-alkohol, oxidációjakor benzoesav keletkezik. Jellemző reakciója a Cannizzaro-reakció, amelyben a benzaldehid diszproporcionálódik, két molekula benzaldehidből egy molekula benzil-alkohol és egy molekula benzoesav keletkezik. A reakció tömény lúg hatására játszódik le. Az alifás aldehidektől eltérően azonban nem adja a Fehling-próbát és az ezüsttükörpróbát. Adja viszont az aromás gyűrűkre jellemző elektrofil szubsztitúciós reakciókat (például nitrálás).

## Előfordulása

Az amigdalin szerkezete

A természetben a keserűmandula-olajban fordul elő, ami benzaldehid mellett még hidrogén-cianidot is tartalmaz. A keserűmandula-olaj a benzaldehidet amigdalin, glikozid formájában tartalmazza, benne benzaldehid-ciánhidrinhez egy, diszacharid, gentobióz kapcsolódik. Más csonthéjas gyümölcsmagokban is előfordul, például sárgabarack, őszibarack, cseresznye.

## Előállítása
Régebben a benzaldehidet keserűmandula-olajból nyerték ki, ma már szintetikusan állítják elő. Toluol oxidációjával benzaldehid nyerhető, ez a legfontosabb előállítási mód. Benzál-klorid lúgos hidrolízisével is előállítanak benzaldehidet.

## Felhasználása
Bizonyos termékek illatosítására, egyes szerves festékek szintéziséhez, illetve oldószerként használják.